# Igor Cvitanović
Igor Cvitanović (* 1. November 1970 in Osijek, SFR Jugoslawien) ist ein ehemaliger kroatischer Fußballspieler.
Der Stürmer spielte in der höchsten Liga Jugoslawiens, Kroatiens, Spaniens und Japans und wurde insgesamt viermal Meister, fünfmal Pokalsieger und zweimal Torschützenkönig. Er ist mit 126 erzielten Toren der Rekordtorschütze der 1. HNL in Kroatien.

## Karriere
Aus der Jugend vom NK Osijek stammend, wurde Cvitanović von Dinamo Zagreb in der Spielzeit 1989/90 erstmals in der ersten jugoslawischen Liga eingesetzt. Mit der Gründung der 1. HNL spielte er eine Saison auf Leihbasis bei Varteks Varaždin, bevor er von 1992 bis 1997 mit Dinamo Zagreb je dreimal kroatischer Meister und Pokalsieger wurde und 1996 und 1997 Torschützenkönig Kroatiens. In der Winterpause 1997/98 ging er für eineinhalb Jahre zum spanischen Erstligisten Real Sociedad San Sebastián, wo er sich jedoch nicht gegen Darko Kovačević und Ricardo Sá Pinto durchsetzen konnte. Zurück in Zagreb konnte er zu einer weiteren Meisterschaft und einem weiteren Pokalsieg beitragen, bevor er im Kalenderjahr 2002 für den japanischen Fußballverein Shimizu S-Pulse auflief. Ausklingen ließ er seine Karriere schließlich bei seinem Heimatverein NK Osijek.
In der kroatischen Nationalmannschaft debütierte Cvitanović am 22. Oktober 1992 in Zagreb in einem Freundschaftsspiel gegen Mexiko. 1996 stand er bei der Endrunde der Europameisterschaft im Kader, wurde jedoch nicht eingesetzt. Bei der Endrunde der Weltmeisterschaft 1998 stand er zunächst ebenfalls im Kader, wurde nach einem Streit mit Verbandstrainer Miroslav Blažević jedoch nach Hause geschickt. Insgesamt spielte er in der Nationalmannschaft 27 Mal und erzielte dabei vier Tore.
Nach seiner Karriere sorgte Cvitanović für Schlagzeilen in der Boulevardpresse, was zur Anklage wegen Bedrohung führte.

## Erfolge
- Kroatischer Meister: 1993, 1996, 1997, 1998 (nur bis Ende 1997), 2000
- Kroatischer Pokalsieger: 1994, 1996, 1997, 1998 (nur bis Ende 1997), 2001
- Torschützenkönig in Kroatien: 1996, 1997